# Supa Dupa Diva
Supa Dupa Diva é o mini-álbum de estreia do girl group sul-coreano Dal Shabet, lançado em 3 de janeiro de 2011. "Supa Dupa Diva" foi usada como single principal.

## Lançamento
O videoclipe oficial de "Supa Dupa Diva" foi lançado em 3 de janeiro de 2011. O mini-álbum físico foi lançado horas mais tarde.

## Promoções
As promoções de "Supa Dupa Diva" iniciaram em 6 de janeiro de 2011, no M! Countdown.

## Lista de faixas
| N.º            | Título                          | Letras           | Música         | Arranjo         | Duração |  |
| 1.             | "Dal Shabet"                    | Bigtone, E-Tribe | E-Tribe        | E-Tribe         | 2:13    |  |
| 2.             | "Supa Dupa Diva"                | E-Tribe          | E-Tribe        | E-Tribe, 장준호 | 3:01    |  |
| 3.             | "매력덩어리"                    | E-Tribe          | E-Tribe        | E-Tribe         | 3:17    |  |
| 4.             | "Oh! Wow!"                      | Koonta           | 구자경, 이호승 | 구자경, 이호승  | 3:32    |  |
| 5.             | "Supa Dupa Diva (instrumental)" | E-Tribe          | E-Tribe        | E-Tribe, 장준호 | 3:01    |  |
| Duração total: | Duração total:                  | Duração total:   | Duração total: | Duração total:  | 15:09   |  |

## Desempenho nas paradas

### Single
| Título           | Melhor posição |
| Título           | KOR            |
| Título           | Gaon           |
| ---------------- | -------------- |
| "Supa Dupa Diva" | 19             |

### Álbum
| Parada                   | Melhor posição |
| ------------------------ | -------------- |
| Gaon Weekly Album Chart  | 9              |
| Gaon Monthly Album Chart | 40             |
| Gaon Yearly Album Chart  | -              |

### Vendas e certificações
| Tabela (2011)       | Quantidade | Ref   |
| ------------------- | ---------- | ----- |
| Gaon Vendas Físicas | 2.300+     | [ 4 ] |